# Площадь Конституции (Иркутск)
Площадь Конституции — площадь в Октябрьском округе Иркутска, расположенная вдоль улицы Декабрьских Событий.
До возведения площади на её месте располагались деревянные дома. Текущее название ею было получено в 1977 году. Площадь расположена на склоне горы, она оформляет перепад рельефа каскадом фонтанов. В 2017 году прошла её реконструкция, в ходе которой на ней была обустроена зелёная зона, установлены детские и спортивные площадки, амфитеатр, а также отремонтирована лестница.